# Catherine Binet
Catherine Binet (Tours, 12 marzo 1944 – Parigi, 20 febbraio 2006) è stata una regista francese.

## Biografia
Proveniente da una famiglia borghese (suo padre era medico), fin dall'età di sedici anni aveva espresso il desiderio di diventare una cineasta, ma la sua passione per il cinema venne ostacolata dai familiari, che la volevano laureata in lingue. Conseguita la laurea in inglese, tuttavia, Catherine lasciò la provincia e si stabilì a Parigi con l'intento di fare il suo apprendistato nel mondo cinematografico. Per dieci anni lavorò come montatrice e nel 1972 realizzò un documentario sul disegnatore-fotografo tedesco Hans Bellmer.
Per poter girare il primo lungometraggio, Catherine Binet dovette aspettare più di sei anni. Affascinata dal mondo erotico e surreale di Bellmer, elaborò una minuziosissima sceneggiatura di fantasia che ne ricalcava i temi e le atmosfere. I numerosi produttori ai quali veniva presentato il progetto si dimostravano scettici, dichiarando che un'opera simile non avrebbe incontrato i consensi del pubblico. La sceneggiatura fu letta anche da Federico Fellini che, entusiasta, ne parlò a Daniel Toscan du Plantier, manager della Gaumont, ma la situazione si sbloccò solo quando Catherine conobbe il letterato Georges Perec, che si innamorò di lei e del suo progetto, tanto da lanciare una sottoscrizione nel mondo della cultura parigina.
Grazie a questa mobilitazione il film poté finalmente essere realizzato e fu girato in sei settimane, nell'estate 1980. Con il titolo I giochi della contessa Dolingen de Gratz, il lavoro fu presentato a Cannes nel 1981 in una sezione collaterale e ottenne delle recensioni controverse: i critici le rimproverarono soprattutto l'eccessivo barocchismo e la narrazione non lineare. Gli stessi giudizi vennero sostanzialmente riformulati a Venezia, a settembre dello stesso anno, quando il film venne proiettato alla Mostra del cinema, unico film invitato a rappresentare la Francia nella selezione ufficiale.
Delusa dall'esperienza, la Binet si dedicò successivamente alla realizzazione di altri documentari d'arte, tra cui uno sul disegnatore Jacques Carelman (1983) e uno sulla stilista giapponese Hanae Mori (1986). Il mediometraggio Te souviens-tu de Gaspard Winckler? è invece dedicato alla figura del suo compagno Georges Perec, al quale rimase sentimentalmente legata fino alla morte di lui, avvenuta nel 1982.

## Filmografia
- Hans Bellmer (1972), documentario
- I giochi della contessa Dolingen de Gratz (1980), lungometraggio
- Trompe-l'œil (1982), documentario
- Les Passages parisiens (1982), documentario
- Jacques Carelman (1983), documentario
- Hanae Mori, haute couture (1986), documentario
- Te souviens-tu de Gaspard Winckler ? (1990), documentario.